# Charles de Rohan-Soubise
Charles de Rohan (1715-1787), duc de Rohan-Rohan, senyor de Roberval, i mariscal de França des de 1758, fou un militar i un ministre dels reis Lluís XV i Lluís XVI. Fou el darrer home de la seva branca a la casa de Rohan, va ser també besavi del duc d'Enghien, executat per Napoleó el 1804. Príncep d'Epinoy des del naixement, esdevingué Príncep de Soubise després de 1749.

## Biografia
El príncep va néixer a Versalles el 16 de gener de 1715, fill de Jules, príncep de Soubise, tinent capità dels gendarmes de la Guàrdia Reial, i d'Anne Julie Adélaïde de Melun. Com a major dels cinc fills, va esdevenir Príncep de Epinoy fins a la mort del seu pare el 1724.
Els seus pares van morir a París de verola el 1724, quedant orfes tots els seus germans, incloent Marie Louise. La seva germana va perdre el seu marit a causa de la verola el 1743.
Va ser confiat al seu avi Hercule Mériadec, duc de Rohan-Rohan, qui va elevar Soubise a la cort, on esdevingué el company de Louis XV, que tenia la seva mateixa edat. Una de les seves besàvies era Madame de Ventadour, mare de la seva àvia paterna Anne Genevieve de Levis; Madame de Ventadour, que va morir el 1744, estava molt unida al seu net gran.
Va acompanyar Lluís XV a la campanya de 1744-1748 i va assolir una elevada posició militar, que es devia més a la seva posició a la cort que a la seva carrera militar.
Poc després del començament de la guerra dels Set Anys, a través de la influència de Madame de Pompadour, va ser posat al capdavant d'un cos de 24.000 homes, i el novembre de 1757 va patir l'aclaparadora derrota de Rossbach. Juntament amb el fracàs per mantenir Hanover després de la Invasió de Hanover (1757) això va marcar un gir dramàtic per a les fortunes franceses així com tot just mesos abans semblava estar al caire de la victòria.
Fou més afortunat, tanmateix, en la seva carrera militar posterior, i va continuar en el servei fins a la pau general de 1763, després de la qual va viure la vida d'un cortesà normal i home de moda a París.

### Núpcies i descendència
Charles es va casar en tres ocasions: 
- En primer lloc el 1734 amb Anne Marie Louise de La Tour d'Auvergne (1722 - 1739), filla d'Emmanuel Théodose de La Tour d'Auvergne i neta de la famosa Marie Anne Mancini; Anne Marie Louise va morir el 1739 donant a llum a un fill que va morir el 1742. La seva filla era;
  - Charlotte Élisabeth Godefride de Rohan (1737 - 1760) coneguda com a Charlotte. Es va casar amb Lluís Josep de Borbó, un Prince du Sang i descendent de Lluís XIV de França i Madame de Montespan. Charlotte fou l'àvia paterna de l'assassinat duc d'Enghien.
- El 1741 es va casar un altre cop aquesta vegada amb una Princesa de Savoia anomenada Anna Teresa (1717 - 1745), una filla del Príncep de Carignan i Maria Vittoria Francesca de Savoia que al seu torn era una filla il·legítima de Víctor Amadeu II de Sardenya. Anna Teresa (coneguda com a Anne Thérèse de Savoie) va donar a llum a una altra filla
  - Victòria Armanda Josepa de Rohan (1743 - 1807). Es va casar amb Henri Louis Marie de Rohan, Príncep de Guéménée, cosí seu. Victòria fou més tard governess a la filla de Marie Antoinette. Anne Thérèse va morir dins 1745.
- El mateix any Charles es va casar un altre cop amb la princesa alemanya Anna Victòria de Hesse-Rotenburg (1728 - 1792). Anna Victòria no va tenir fills.

## Títols, estils, honors i armes

### Títols i estils
- 16 juliol 1715 – 6 maig 1724 Sa Altesa el Príncep d'Epinoy
- 6 maig 1724 – 4 juliol 1787 Sa Altesa el Príncep de Soubise